# (300054) 2006 UH173
(300054) 2006 UH173 es un asteroide perteneciente al cinturón de asteroides, descubierto el 22 de octubre de 2006 por el equipo del Mount Lemmon Survey desde el Observatorio del Monte Lemmon, Arizona, Estados Unidos.

## Designación y nombre
Designado provisionalmente como 2006 UH173.

## Características orbitales
2006 UH173 está situado a una distancia media del Sol de 3,176 ua, pudiendo alejarse hasta 3,766 ua y acercarse hasta 2,586 ua. Su excentricidad es 0,185 y la inclinación orbital 2,373 grados. Emplea 2067,56 días en completar una órbita alrededor del Sol.

## Características físicas
La magnitud absoluta de 2006 UH173 es 16,7.